# José Luis Escobar Alas
José Luis Escobar Alas (* 10. března 1959, Suchitoto) je salvadorský římskokatolický duchovní, arcibiskup ze San Salvadoru. Před jmenováním do San Salvadoru, zastával úřad pomocného biskupa diecéze San Vincente (2002 - 2005) a následně byl jejím sídelním biskupem (2005 - 2008).

## Život
Jose Luis byl po zkušenostech z provinční diecéze jmenován arcibiskupem v hlavním městě Salvadoru. Tento úřad zastával do roku 1980 i svatý Óscar Romero, jehož spolupracovník Gregorio Rosa Chávez byl pomocným biskupem salvadorské arcidiecéze již od roku 1982. Biskup Chávez zůstal pomocným biskupem a generálním vikářem i po nástupu do úřadu nového arcibiskupa Alase. V roce 2017 byl papežem Františkem biskup Chávez jmenován kardinálem. Mons. Alas zatím kardinálem jmenován nebyl, avšak oběma zůstali jejich dosavadní funkce. V San Salvadorské arcidiecézi je proto v případě liturgických úkonů nejvýše postaveným církevním hodnostářem kardinál Chávez, avšak v otázkách jejího řízení je nejvyšším představitelem arcibiskup Alas. V roce 2022 dosáhl kardinál Chávez kanonického věku (80 let, pro volbu v konkláve).

## Galerie

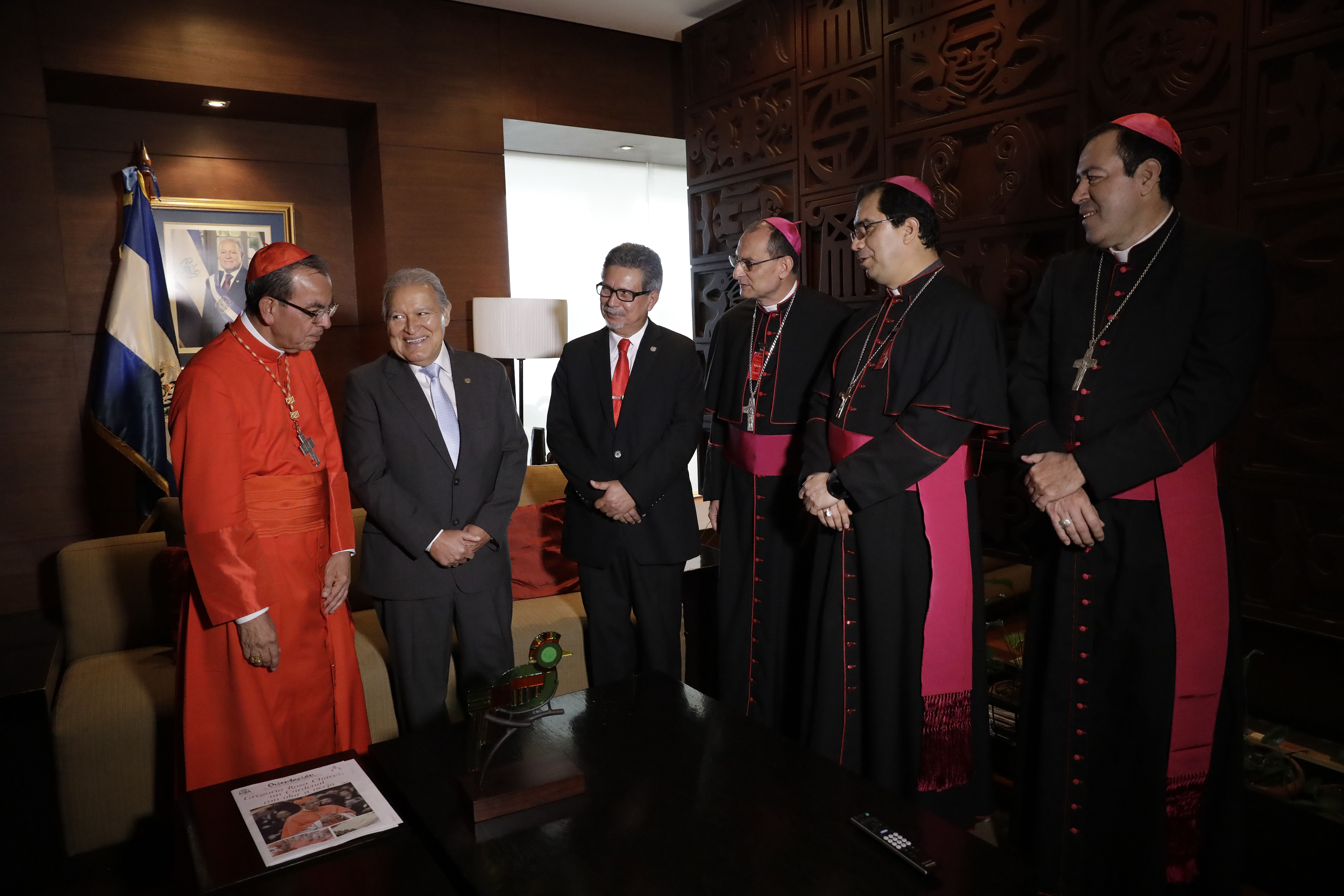
Kardinál Chávez (úplně vlevo), Salvador Sánchez Cerén, prezident Salvadoru (druhý zleva), arcibiskup Alas (druhý zprava) a biskupové
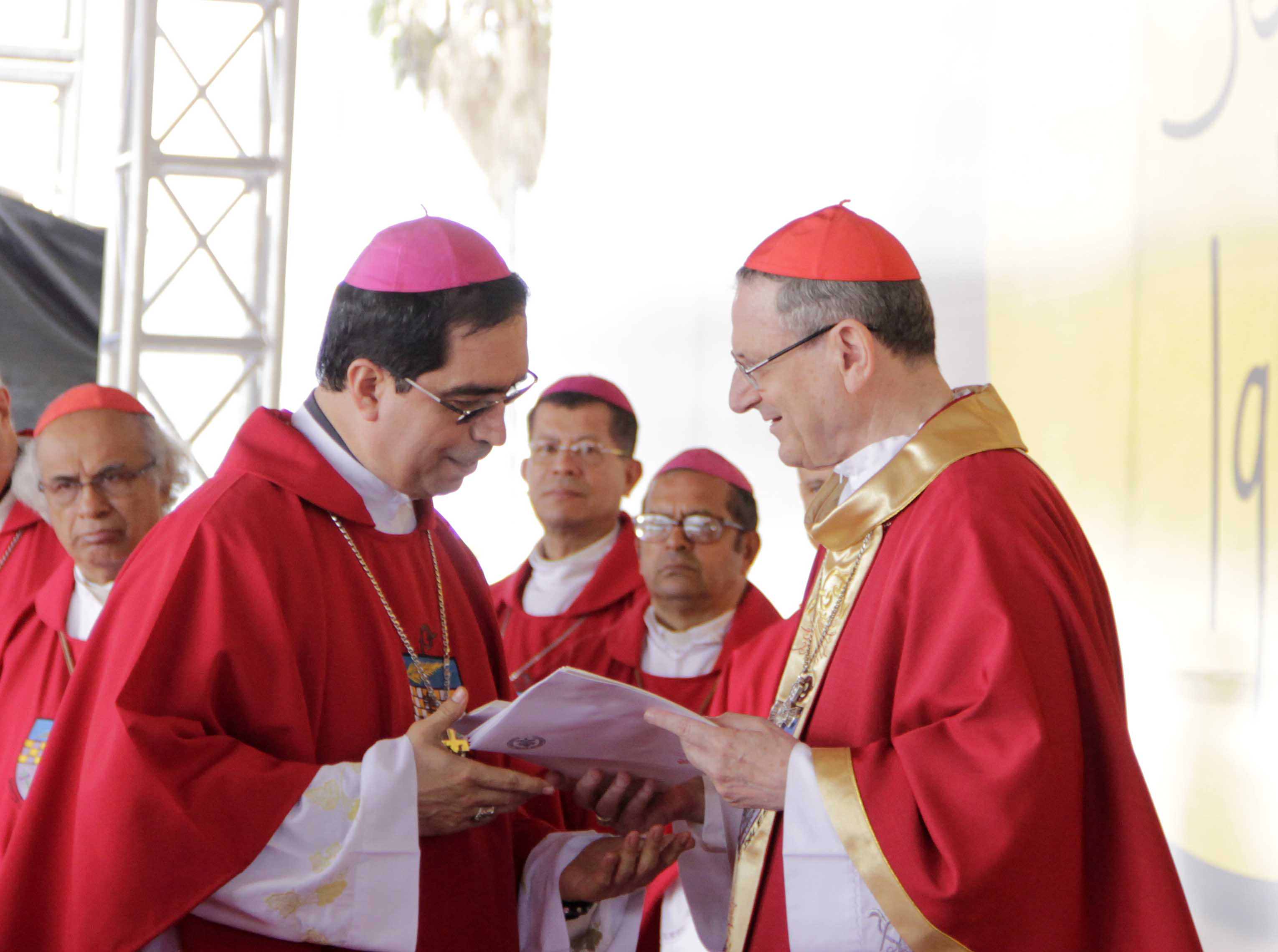
Arcibiskup Alas a kardinál Amato během kanonizace Mons. Romera